# 송영길 (1946년생 희극인)
송영길(宋英吉, 1946년 ~ )은 대한민국의 희극인이다. 
- 1960년 연극배우 데뷔 하여 1961년 한때 영화배우도 한 바가 있고, 1974년 전유성, 고영수, 임성훈 등과 함께 1세대 희극인이며, 1974년 TBC 동양방송 개그콘테스트 정식 첫 데뷔 하여 1980년 데뷔 6년 마무리 받고 1981년 KBS 한국방송 개그콘테스트 첫 데뷔 이전 하여 넘어 왔고 수많은 프로그램의 사회자로 활약했고, 1989년 미국으로 이주해 뉴욕에서 라디오 코리아에서 오후의 송영길쇼를 진행하다 1992년 귀국했다.

## 방송 활동
- CBS 《세븐틴》 DJ
- MBC FM 《청춘은 즐거워》 MC
- TBC 《야 토요일이다》
- TBC 《비바 팝스》 DJ
- KBS 《유머 일번지》
- KBS 《퀴즈로 배웁시다》
- KBS 라디오 《팝송 다이얼》 MC
- SBS 《송영길, 김민희의 한판승부》 MC

## 가족 관계
- 어머니 : 오보석 (1913년 ~ 1986년 5월 14일)

- 부인 : (1947년 ~ )
- 남성 : (1979년 ~ )
- 여성 : (1982년 ~ )

- 형 : (1942년 ~ )
- 형 형수 : (1943년 ~ )
- 형조카 남성 : (1970년 ~ )
- 형조카 여성 : (1973년 ~ )

- 여동생 : (1951년 ~ )
- 여동생 남편 사위 : (1950년 ~ )
- 여동생과 여동생 남편 사위 외조카 남성 : (1978년 ~ )
- 여동생과 여동생 남편 사위 외조카 여성 : (1979년 ~ )

- 남동생 : (1960년 ~ )
- 남동생 제수 : (1960년 ~ )
- 남동생 조카 남성: (1989년 ~ )
- 남동생 조카 남성: (1990년 ~ )
- 남동생 조카 여성: (1992년 ~ )